# Sainte-Marie de Gannentaha
Sainte-Marie de Gannentaha est une mission des Jésuites en Nouvelle-France.

## Histoire
La mission fut organisée à la suite des ambassades du père Simon Le Moyne au village des Onontagués (Onondaga).
Le 6 août 1653, le père François-Joseph Le Mercier est nommé recteur du collège de Québec et supérieur général des missions en Nouvelle-France. Celui-ci participe aux négociations de paix avec les Iroquois, s'exposant lui-même aux mêmes dangers auxquels il exposait ses inférieurs chez les Amérindiens. Durant cette période, les Iroquois sont en guerre. En 1655, ils exterminent les
Ériés, qui vivaient au sud du lac Érié.
À la suite d'un prêt de 8 000 louis par le Conseil de Québec, le projet fut mis en branle. Les missionnaires initiaux étaient : les Pères Chaumonot, Dablon et René Ménard, les Frères Ambroise Broet, Joseph Boursier, Louis Leboesme, Louis Gaubert et Pierre Masson, accompagnés d’une dizaine de domestiques, en plus d’un groupe d’engagés et de soldats commandés par Zacharie Dupuy, pour un total de cinquante Français.
En mai 1656, le père François-Joseph Le Mercier nomme le père Jérôme Lalemant vice-supérieur de la mission, en attendant que le père général lui donne un successeur ; Le Mercier se joint, en mai, à l’expédition missionnaire au pays des Iroquois.
La délégation partit de Québec le 17 mai 1656 avec deux ambassades Tsonnontouane et Onontaguée, en plus de quelques Hurons. Peu après le départ, les Agniers lancèrent la première de ce qui devait être une longue série d’attaques ponctuelles destinées à entraver la mission jésuite en territoire iroquois. Ils blessèrent le frère Leboesme, qui fut abandonné à Trois-Rivières, torturèrent les Hurons à mort et pillèrent les Onontagués. Arrivés au Lac Ontario, les ambassades autochtones abandonnèrent les jésuites pour cause de famine.

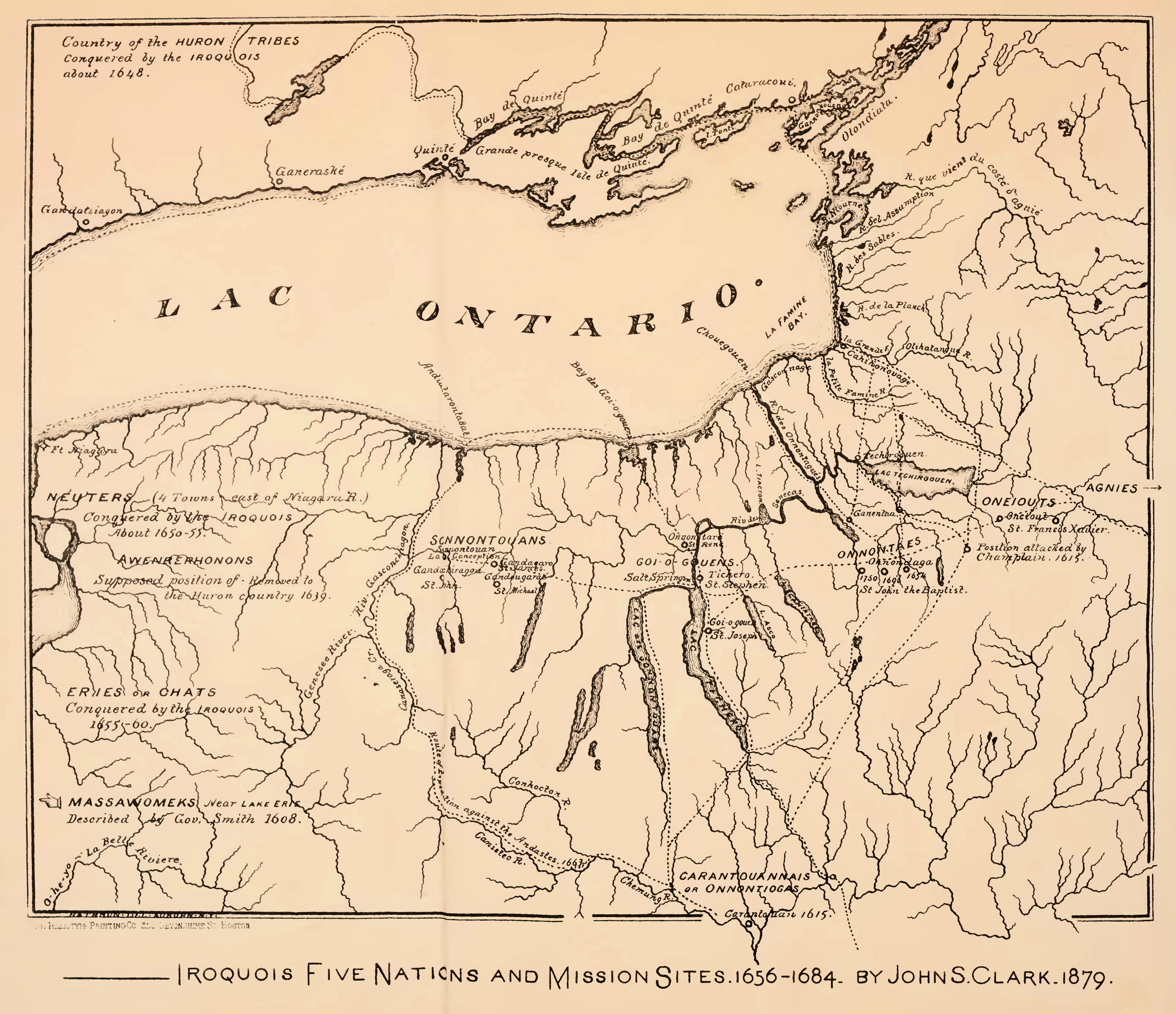
carte des missions en Iroquoisie

Le 7 juillet 1656, les Français arrivèrent à l’embouchure de la rivière de Gannentaha (aujourd’hui la rivière Oswego) et furent accueillis par plusieurs ambassades iroquoises qui apportèrent des présents. Dix jours plus tard, on commença à construire le fort jésuite sur une colline surplombant le lac Gannentaha (aujourd’hui le lac Onondaga). On nomma la mission Sainte-Marie de Gannentaha pour rappeler la mission Sainte-Marie-au-pays-des-Hurons.
Les Onontagués, déçus de n’avoir pas vu arriver les Hurons en même temps que les Jésuites, envoyèrent cent guerriers pour réclamer leur dû à Québec. Les Hurons refusèrent de les suivre en prétextant qu’ils n’embarqueraient que dans des navires de paix, pas de guerre. Quant aux Hurons qui étaient déjà à Gannentaha, ils étaient essentiellement des prisonniers des guerres précédentes et étaient réduits à l'esclavage. C’est surtout auprès d’eux que les Jésuites connurent des réussites dans leurs efforts pastoraux, puisque plusieurs de ces Hurons avaient été convertis auparavant en Huronie,.
Le temps où les Hurons du Québec devaient rejoindre les Iroquois approchait. Le 16 juin 1657, cinquante chrétiens hurons (hommes, femmes et enfants) dans trois chaloupes, et quarante-six Iroquois, naviguèrent vers Gannentaha. Arrivés au lac Saint-François, les Iroquois encerclèrent les Hurons dans deux canots de vingt guerriers, les entraînèrent sur une île, massacrèrent sept Hurons mâles et pillèrent les autres, qui furent ensuite ramenés à Gannentaha en tant qu’esclaves. L’ordre de ce massacre n’avait pas été donné par un conseil des cinq nations iroquoises mais semblait être la décision isolée d’un capitaine huron[?].
Malgré les relations tendues entre Iroquois et Hurons, la vie à Gannentaha avait été pacifique pour les jésuites, qui s’y faisaient accepter sans mal. En 1657, Sagochiendagehté, le chef suprême des Onontagués et tête de toute la confédération iroquoise, adopta le père François-Joseph Le Mercier comme frère dans un rituel officiel et sacré. Du coup, le Jésuite devint le frère du grand chef des Tsonnontouans.
Pourtant, en 1658, lors d'une assemblée, les cinq cantons iroquois conclurent une sentence de mort pour la cinquantaine de Français (jésuites et laïcs) résidant au fort de Gannentaha. Lorsque la décision secrète fut dévoilée aux Français par leurs proches amis amérindiens, on commença à construire les canots qui serviraient à s’échapper, et on rappela au fort les missionnaires partis dans les cantons iroquois environnants. Le 20 mars, les Français invitèrent les Iroquois à un grand banquet. Lorsque les convives furent endormis, les Français s’enfuirent. Avant le soir du 21 mars, ils avaient franchi vingt lieues et arrivèrent au lac Ontario. À peu près au même moment, les Iroquois s’aperçurent de l’absence de leurs hôtes. Le 3 avril 1658, les Français arrivèrent à Montréal, ayant perdu trois vies durant le voyage. Vingt jours plus tard, ils atteignirent Québec.

### Bilan
La mission jésuite à Gannentaha, terminée, s’était soldée par un échec pour les deux camps. Les jésuites n’étaient pas parvenus à christianiser les cinq cantons iroquois et les Français n’avaient pas obtenu la paix avec les Iroquois. Quant aux Iroquois, ils n’avaient pas obtenu la subjugation de la nation huronne ; cela était principalement dû à l’agressivité de la plus puissante nation iroquoise, les Agniers, qui s’étaient opposés dès le départ à la mission jésuite,.

## Musée

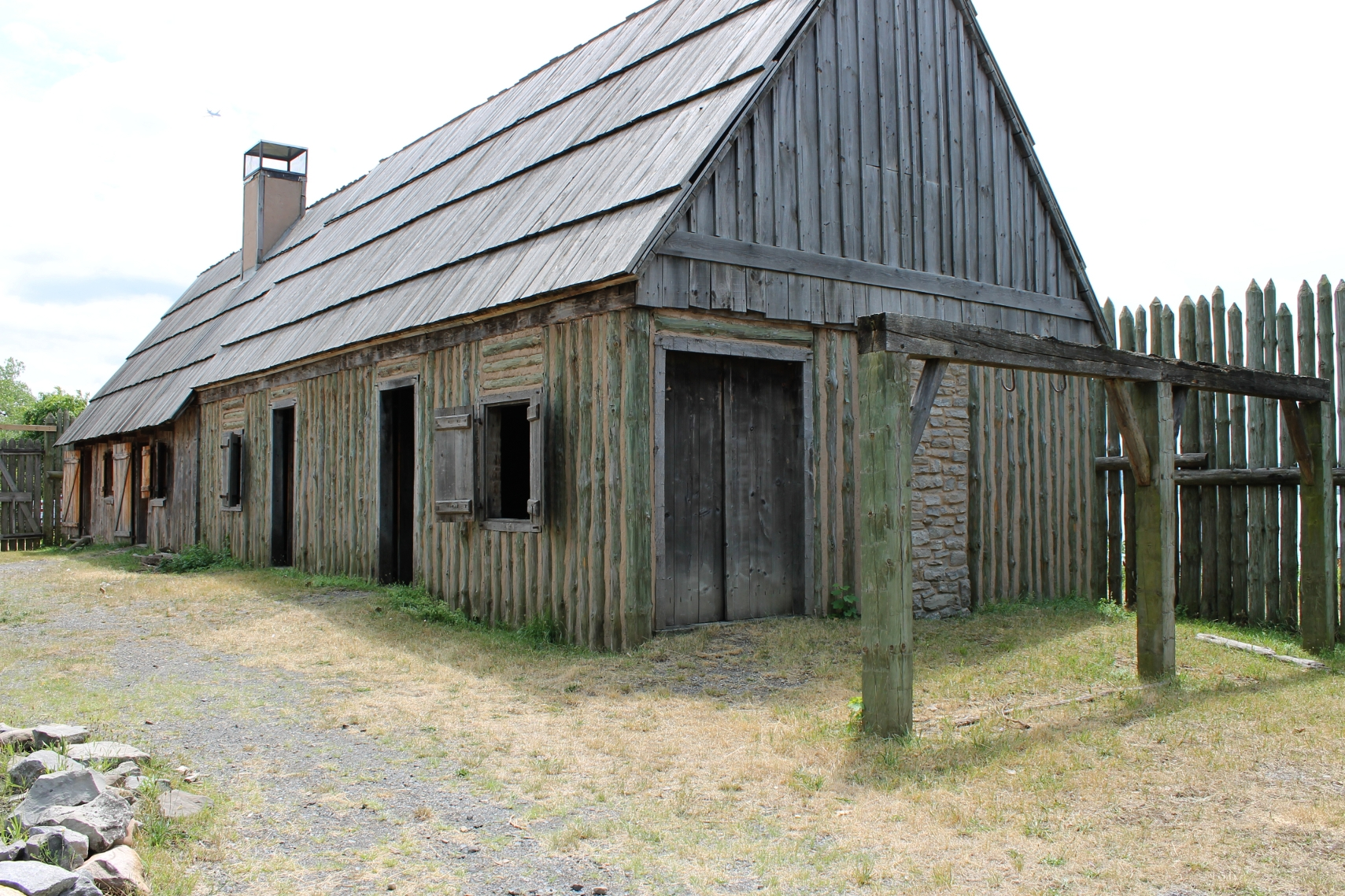
Le musée.

Un musée a été construit pour commémorer la mission.